# Wissadula tucumanensis
Wissadula tucumanensis är en malvaväxtart som beskrevs av R. E. Fries. Wissadula tucumanensis ingår i släktet Wissadula och familjen malvaväxter. Inga underarter finns listade i Catalogue of Life.